# Trigonotis subrosulata
Trigonotis subrosulata är en strävbladig växtart som beskrevs av H. Riedl. Trigonotis subrosulata ingår i släktet Trigonotis och familjen strävbladiga växter. Inga underarter finns listade i Catalogue of Life.